# Alecxiana Vieira Braga
Alecxiana Vieira Braga (Sousa, 7 de outubro de 1981) é uma política brasileira.
Em 2004, aos 22 anos, concorrendo pelo Partido Trabalhista Nacional (PTN), foi eleita prefeita de Marizópolis para o período 2005-2008. Com 63,42% dos votos válidos, ela obteve 2.495 votos, derrotando o candidato da oposição Dr. Valdemir que conquistou apenas 1.439 votos, o correspondente a 36,58% do eleitorado marizopolense. Maioria de 1.056 sufrágios em prol da jovem prefeita.
Em 2008, a prefeita teve as contas rejeitadas pelo Tribunal de Contas do Estado da Paraíba e foi obrigada a devolver 202 mil reais aos cofres municipais.